# Gülnar Məmmədova
Gülnar Mərfət qızı Məmmədova (ur. 11 maja 1991) – azerska szachistka, arcymistrzyni od 2012 roku.

## Kariera szachowa
Wielokrotnie startowała w mistrzostwach świata i Europy juniorek w różnych kategoriach wiekowych, zdobywając srebrny (Batumi 2006 – MŚ do 16 lat) oraz brązowy medal (Herceg Novi 2006 – ME do 16 lat). W 2009 i 2011 r. dwukrotnie reprezentowała narodowe barwy na drużynowych mistrzostwach Europy. Poza tym, w 2010 r. uczestniczyła w szachowej olimpiadzie.
Sukcesy w indywidualnych mistrzostwach Azerbejdżanu kobiet: dz. I-II m. (wspólnie z Nərmin Kazımovą) w 2009, dz. I-II m. (wspólnie z Türkan Məmmədyarovą) w 2010, III m. (za Turkan Mammedjarową i Zeynəb Məmmədyarovą) w 2011 oraz dz. III-IV m. (za Türkan Məmmədyarovą i Zeynəb Məmmədyarovą) w 2012.
Normy na tytuł arcymistrzyni wypełniła w Moskwie (2010, turniej Aerofłot Open–B, dz. I-II m.), Chotowej (2010, MŚ do 20 lat) oraz Baku (2011).
Najwyższy ranking w dotychczasowej karierze osiągnęła 1 maja 2012 r., z wynikiem 2345 punktów zajmowała wówczas 1. miejsce wśród azerskich szachistek.